# Warwick (Bermuda)
Warwick is een van de negen parishes van Bermuda. 